# Josei
El josei (女性 [じょせい], lit. ‘dona’  o ‘sexe femení’), també conegut com a redīsu (レディース) o redikomi (レディコミ, literalment, «còmics per a dames») és un subgènere del manga i l'anime creat principalment per dones, per a un públic de dones joves i adultes. En japonès, la paraula josei significa literalment «dona» o «sexe femení» i no presenta cap connotació sexual. L'equivalent masculí d'aquest gènere és el seinen.
Els manga del subgènere es caracteritzen per la falta de furigana (glosses escrites en katakana i hiragana explicant el significat i la pronúncia) i perquè mostren generalment protagonistes masculins.
Les històries solen tractar sobre les experiències diàries de les dones que viuen al Japó. Encara que algunes cobreixen temes de dones de preparatòria i d'universitat, la majoria cobreixen les vides de dones adultes. Aquest estil tendeix a ser una versió més restringida i realista del shōjo, mantenint els trets gràcils dels personatges, però desfent-se dels ulls grans i vidriosos que abunden en aquest últim gènere. No obstant això, poden trobar excepcions a l'estil aquí descrit. A més, al contrari del shōjo, el josei pot mostrar un romanç realista (en oposició al conegut romanç idealitzat del shōjo).
Ambdós gèneres shōjo i josei comparteixen el subgènere del Boys' Love.
Dins del josei es troba un subgènere de còmics dirigits a dones que tracten relacions femenines homosexuals, bastant semblant al Yuri.
En alguns anime o manga el terme josei, usat per personatges masculins majoritàriament, fa referència a una preferència sexual cap a les dones grans, en contrast amb el lolicon.
Exemples d'autores josei són Kiriko Nananan, autora de Blue, Ai Yazawa, autora de Paradise Kiss i Nana o Wataru Yoshizumi, autora de Spicy Pink.

## Mangues i animes josei
- Antique Bakery (manga, anime i dorama)
- Bara no Tame ni (manga)
- Blue (manga)
- Emma Victorian Romance (manga i anime)
- Gokinjo Monogatari (manga i anime)
- Gokusen (manga, anime i doramas)
- Hataraki Man (manga i anime)
- Happy Mania (manga)
- Hikari to Tomo ni... ~Jiheishō-ji wo Kakaete~ (manga)
- Honey and Clover (manga, anime y dorama)
- IS: Otoko demo Onna demo nai Sei (manga)
- Kimi wa Petto (manga i dorama)
- Love My Life (manga i dorama)
- Loveless de Yun Kôga[4]
- Midnight Secretary (manga)
- Nana (manga, anime i dorama)
- Nephilim (manga)
- Nodame Cantabile (manga, anime i dorama)
- Omohide Poro Poro (manga i anime)
- Papa, Told Me (manga)
- Paradise Kiss (manga i anime)
- Pet Shop of Horrors (manga i anime)
- Pietà (manga)
- River's Edge (manga)
- Royal Seventeen (manga)
- Sazae-san (manga i anime)
- Shin Shunkaden (manga)
- Spicy Pink (manga)
- Suppli (manga i dorama)
- Usagi Drop (manga)
- Walkin' Butterfly (manga i dorama)